# Мари (Бразилия)
Ма́ри (порт. Mari)  —  муниципалитет в Бразилии, входит в штат Параиба. Составная часть мезорегиона Зона-да-Мата-Параибана. Входит в экономико-статистический  микрорегион Сапе. Население составляет 20 634 человека на 2006 год. Занимает площадь 154,726 км². Плотность населения — 133,4 чел./км².
Праздник города — 19 сентября.

## История
Город основан в 1958 году.

## Статистика
- Валовой внутренний продукт на 2003 год составляет 38 452 905,00 реалов (данные: Бразильский институт географии и статистики).
- Валовой внутренний продукт на душу населения на 2003 год составляет 1862,40 реалов (данные: Бразильский институт географии и статистики).
- Индекс развития человеческого потенциала на 2000 год составляет 0,560 (данные: Программа развития ООН).